# Eupithecia pseudoplumbeolata
Eupithecia pseudoplumbeolata là một loài bướm đêm trong họ Geometridae.